# Hochschule Gjøvik
Die Hochschule Gjøvik (norwegisch: Høgskolen i Gjøvik) – kurz HiG – war eine staatliche Hochschule in der norwegischen Stadt Gjøvik mit zuletzt rund 3.000 Studenten und 380 wissenschaftlichen Angestellten (2015). Sie wurde 1994 durch den Zusammenschluss der Gjøvik ingeniørhøgskole und der Sykepleierhøgskolen i Oppland im Zuge der Hochschulreform gegründet. Am 1. Januar 2016 wurde die HiG gemeinsam mit der Hochschule Sør-Trøndelag und der Hochschule Ålesund in die Technisch-Naturwissenschaftliche Universität Norwegens (NTNU) integriert und besteht heute als NTNU in Gjøvik weiter.
Die Hochschule Gjøvik gliederte sich in drei (ursprünglich fünf) Fakultäten:
- Fakultät für Informatik und Medientechnik (Avdeling for informatikk og medieteknikk)
- Fakultät für Technologie, Wirtschaft und Leitung  (Avdeling for teknologi, økonomi og ledelse)
- Fakultät für Gesundheits- und Krankenpflege (Avdeling for helse, omsorg og sykepleie)

Neben Bachelorausbildungen wurden Mastergrade in folgenden Bereichen angeboten: Informationssicherheit (internationales Programm), Medientechnik, Gesundheitsfördernde Arbeit.
In der Informationssicherheit hatte Gjøvik die größte Arbeitsgruppe innerhalb Norwegens. Forschungsschwerpunkte lagen auf Authentisierung, Biometrie, Netzwerksicherheit, Entwicklung sicherer Software. In der Ausbildung gab es einen B.Sc. in Informationssicherheit (bachelor i informasjonssikkerhet), einen M.Sc. in Information Security und ein Ph.D.-Programm in Information Security. 